# Justicia boliviana
Justicia boliviana Rusby es una planta nativa de la región amazónica occidental, perteneciente a la familia Acanthaceae. Se distribuye principalmente en zonas tropicales estacionalmente secas de Perú, Bolivia y el oeste de Brasil. Aunque poco conocida fuera del ámbito científico, esta especie ha despertado interés por las propiedades bioactivas de sus hojas, especialmente por su posible efecto antipirético.

## Descripción morfológica
Justicia boliviana Rusby es una planta angiosperma perteneciente a la familia Acanthaceae. Aunque no se dispone de una descripción morfológica completa en la fuente proporcionada, las especies del género Justicia suelen ser hierbas o arbustos de hojas opuestas, con flores bilabiadas, a menudo vistosas. Las hojas, en particular, son la parte más estudiada por su relevancia bioactiva.

### Usos y aprovechamiento
- Actividad biológica: Estudios científicos han enfocado sus investigaciones en las hojas, donde se han identificado posibles propiedades antipiréticas (contra la fiebre), entre otras actividades bioactivas.[1]

### Estado de conservación
- Esfuerzos de conservación: Especímenes recolectados y citados en publicaciones científicas (ej.: R.B. Foster 12354, colectado en Beni, Bolivia, en 1988) constituyen uno de los pocos puntos de referencia para su seguimiento taxonómico y ecológico.[2]

### Observaciones adicionales
- El espécimen citado fue identificado por D. C. Wasshausen en 2004.[3]
- Fue recolectado el 18 de noviembre de 1988 en el departamento del Beni, Bolivia.[2]
- Esta planta forma parte del registro botánico y es citada en publicaciones especializadas en flora neotropical.[4]